# Eslöv
Eslöv er en by i den centrale del af Skåne i det sydlige Sverige.
Eslöv ligger midt på den skånske slette og blev i 1800-tallet et vigtigt jernbaneknudepunkt. Den har et areal på 10 km2
og et befolkningstal på 20.422 (2023) indbyggere. Byen har haft en kraftig tilvækst de seneste par år. Den er centrum for Eslövs kommun i Skåne län.
Egnen omkring Eslöv er kendt for sine mange slotte og herregårde. Ellinge Slot er et af Skånes ældste godser med en historie, der går tilbage til 1100-tallet.
Keramikeren Nils Thorsson var født i byen. Johan Linnemann er begravet nord for Eslöv i Trollenäs.
En stenkonstruktion fra starten af 1900-tallet har navnet Stenberget og ligger på Villavägen.

## Galleri
- Eslöv
- Eslöv Medborgerhus
- Lagerbygningen i Esløv efter renoveringen i 2007 til beboelsesbygning.